# Thomas-Louis Connolly

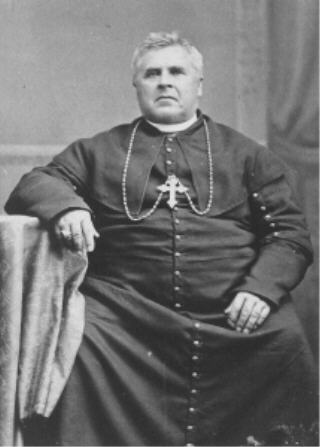
Erzbischof Thomas-Louis Connolly OFMCap

Thomas-Louis Connolly OFMCap (* 1814 in Cork, Irland; † 27. Juli 1876 in Halifax, Kanada) war ein irischer römisch-katholischer Ordensgeistlicher und Erzbischof von Halifax.

## Leben
Thomas-Louis Connolly trat 1830 in die Ordensgemeinschaft der Kapuziner ein und empfing 1838 in der Kathedrale Saint-Jean in Lyon das Sakrament der Priesterweihe.
Am 4. Mai 1852 wurde er zum Bischof von Fredericton ernannt. Die Bischofsweihe spendete ihm am 15. August desselben Jahres in Halifax der Erzbischof von Halifax, William Walsh; Mitkonsekratoren waren der Bischof von Arichat, Colin Francis MacKinnon, und der Bischof von Charlottetown, Bernard Donald McDonald. Die Amtseinführung fand am 11. September 1852 statt.
Am 8. April 1859 wurde Thomas-Louis Connolly zum Erzbischof von Halifax ernannt. Dieses Amt bekleidete er bis zu seinem Tod am 27. Juli 1876.